# Pikrotoxin
Pikrotoxin, latinsky cocculin, je jedovatá krystalická rostlinná látka. Poprvé ji izoloval Pierre Boullay v roce 1812. Název „pikrotoxin“ je kombinací z řeckých slov „pikros“ (hořký) a „toxikon“ (jed).
Pikrotoxin je ekvimolární směs pikrotoxininu (C15H16O6) a pikrotinu (C15H18O7).
Pikrotoxin obsazuje místa receptorů v kanálu pro inhibiční neurotransmiter GABA. Tím je blokován inhibiční efekt neurotransmiteru, což vede ke stimulaci až křečím. Pikrotoxin může být použit k léčbě otravy barbituráty.
Je znám z plodů liánovité indické rostliny chebule korkové. Je silně hořký a omamný. Je účinný zejména pro ryby a drobné ptactvo. Používá se k lovu ryb jejich omámením a otravou.